# Joseph Autran
Joseph Autran, född 20 juni 1813, död 6 mars 1877, var en fransk skald och skriftställare.
Joseph Autran invaldes 1868 i Franska akademien. Som lyriker är Autran påverkad av Alphonse de Lamartine, likhet märks i samlingen La mer (1835). Som tragediförfattare är Autran mer påverkad Émile Augier. Ett av hans verk är La file d'Eschyle (1848). I sina berättelser Marie (1831), Les bretons (1845), skildrar han med förkärlek Bretagne.